# Военная история США
Военная история Соединённых Штатов Америки — история войн и развития военного дела в Соединённых Штатах Америки, что насчитывает почти два с половиной века и неотъемлемо связана с историей становления и восстановления нового государства и с созданием американской нации. Институции, на которые возлагалась защита политических и экономических интересов США, прав и свобод тамошнего населения, изначально объединяли как военные, так и гражданские структуры, организации и учреждения. В течение многих десятилетий со времён основания 13 колоний на восточном берегу США, в начале борьбы колонистов за независимость от британской короны (1775—1783), сквозь кровавую и изнурительную Гражданскую войну в США за становление нации, глобальные Первой и Второй мировых войн, Холодной войны с противостоянием мировых систем в Корее, Вьетнаме, на Ближнем Востоке и до современной войны против терроризма ковалась военная мощь Соединённых Штатов, которая позволила ей стать самым мощным военным государством в мире.
История американской армии и участия её воинов в войнах, огромна, сложна и противоречива, и имеет много ключевых примеров как положительного, так и негативного влияния на американское общество и историю государства. История Вооружённых сил США, охватывает историю развития её армии, флота, воздушных сил и морской пехоты, которые подчиняются Министерству обороны США, а также береговой охраны, находящейся под властью министерства национальной безопасности. В соответствии с конституцией Верховным главнокомандующим Вооружёнными силами США является президент страны, который руководит ими через министра обороны и объединенный комитет начальников штабов. Он также является главнокомандующим милиции штатов и Национальной гвардии. Губернаторы штатов имеют право контроля над сухопутными и воздушными компонентами Национальной гвардии.
В 1775 году континентальный конгресс основал Континентальную армию и во главе её назначили генерала Джорджа Вашингтона. В течение нескольких лет из-за поражений и побед в битвах рожденная армия при поддержке милиции, французской армии и флота, и военно-морских сил Испании сражалась против войск британской короны, пока в 1781 году окончательно не разгромила противника и не одержала для колонистов Америки решающую победу. В 1789 году новая Конституция США определила президента главнокомандующим своих Вооружённых сил, с оставлением права Конгресса объявлять войну.